# Jerzy Schenking
Jerzy Schenking (Georg Schönking) (Georg, George Schencking, herbu Trąby; ur. 1554 w Inflantach, zm. 10 listopada 1605 w Krakowie) – kasztelan wendeński (od 1599), ekonom dorpacki.
Należał do pochodzącego z Niemiec inflanckiego rodu szlacheckiego herbu własnego, który to herb traktowano jako odmianę herbu Trąby (Trąby tertio). Początkowo wyznawał luteranizm, następnie przeszedł na katolicyzm. Był bratem Ottona, biskupa wendeńskiego, z którym wsparł działania kontrreformacji zmierzające do rekatolizacji Inflant.
W 1588 r. król polski Zygmunt III Waza nadał mu majątek Antzen, zajęty w 1601 r. przez Szwedów, podczas wojny polsko-szwedzkiej (1600-1611).